# Edificio Narkomfin
El Edificio Narkomfin (en ruso: Дом Наркомфина, romanizado: Dom Narkomfina) es uno de los monumentos clave de la arquitectura residencial constructivista, una «casa experimental de tipo transicional». Fue construido entre 1928 y 1930 según el proyecto de los arquitectos Moiséi Guínzburg, Ignati Milinis (ru) y el ingeniero Serguéi Prójorov (ru), para albergar a los empleados del Comisariado del Pueblo para las Finanzas de la URSS (Narkomfin). Se encuentra en Moscú.
Durante mucho tiempo estuvo en mal estado, fue incluido tres veces en la lista de «100 edificios principales del mundo, en peligro de extinción», por el World Monuments Fund. En 2017, la restauración comenzó según el proyecto del taller de Alekséi Guínzburg, nieto de Moiséi Guínzburg. La restauración estaba prevista para completarse en 2019, aunque se completó en agosto de 2020.

## Historia del proyecto

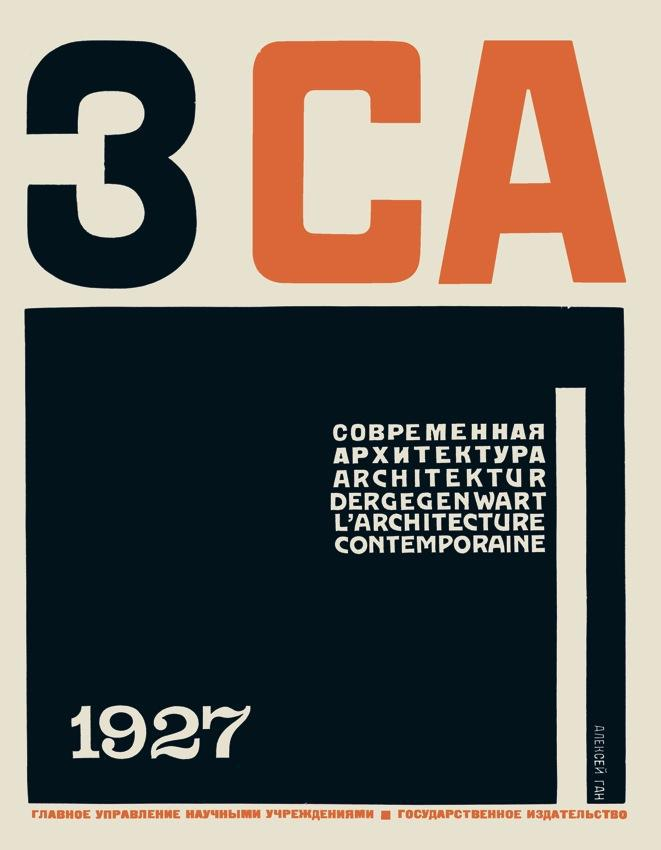
Portada de la revista Sovreménnaya Arjitektura (1927).

La Casa del Comisariado del Pueblo de Finanzas, o la Casa 2 del Consejo de Comisarios del Pueblo, se convirtió en una de las casas experimentales construidas a partir de los resultados de la investigación teórica de la Sección de Tipificación del Comité de Construcción de la URSS, en la que trabajó en 1928-1929 bajo la dirección de Moiséi Guínzburg. El trabajo de la sección fue precedido por un concurso para el «proyecto de diseño de una vivienda para trabajadores» organizado por la revista Sovreménnaya Arjitektura («Arquitectura contemporánea») —Guínzburg presentó un proyecto para la «Casa comunal A-1» para el concurso—, una exposición de proyectos del concurso en 1927, y la construcción del edificio residencial de Gosstraj en la calle Málaya Brónnaya —1926-1927, Guínzburg y Vladímirov (ru)—. Tanto la revista, el concurso como el trabajo de la Sección de Tipificación fueron proyectos de la OSA (Unión de Arquitectos Contemporáneos).
El trabajo de la Sección de Tipificación, descrito en detalle por Guínzburg en el libro Жилище («Vivienda»), comenzó con un análisis de la tipología del edificio de departamentos «prerrevolucionario» y consistió en lograr los parámetros más eficientes para utilizar el volumen del espacio habitable manteniendo su comodidad. Se desarrollaron varios tipos de departamentos celulares, denominados por letras de la A a la F. Resultados del estudio de la sección, Guínzburg informó en el pleno del Stroykom de la URSS, donde se adoptó una resolución recomendando varias unidades residenciales para la construcción masiva, y el resto para una demostración experimental, a partir de 1928. Según esta resolución, seis «casas de transición comunales experimentales» se construyeron en Moscú, Sverdlovsk y Sarátov y el propio Guínzburg participaron en la construcción de tres de ellas, por lo que Jan-Magomédov considera que el edificio del Comisariado del Pueblo de Finanzas es el más interesante de estos seis edificios.
Un papel en la formulación y solución del problema de la creación de un nuevo tipo de edificio residencial en el ejemplo del edificio Narkomfin lo hizo Nikolái Miliutin, conocido como el autor de planes de reasentamiento socialista y concepto urbano de ciudad social, que en esos años (1924-1929) ocupó e cargo de Comisario Popular de Finanzas y que también fue cliente del edificio. Según la teoría de Miliutin, que refleja la directiva del gobierno, «un aumento significativo del nivel de vida de los trabajadores y el desarrollo de formas socializadas de atender las necesidades cotidianas de los trabajadores (restauración, guarderías, jardines de infancia, clubes, etc.) están destruyendo gradualmente la importancia de la familia como vínculo económico. Este proceso conducirá inevitablemente, en última instancia, a una revisión completa de las formas familiares de dormitorio. <…> La tarea de emancipar a una mujer de un hogar pequeño e involucrarla en la producción nos obliga a plantearnos la cuestión de todas las ayudas posibles a este proceso». La tarea de implementar estos principios fue encomendada a los autores del proyecto. Según Ekaterina Miliútina, esta era la casa de una «nueva forma de vida».
El costo estimado de construcción fue de 10 millones de rublos. La construcción del edificio residencial se llevó a cabo bajo la supervisión de una comisión encabezada por Nikolái Miliutin. El edificio comunal y el edificio de lavandería se construyeron sin planos aprobados.

### Ideología

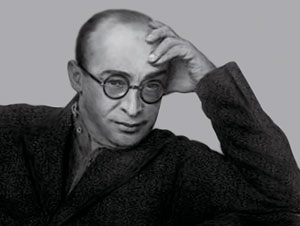
Arquitecto Moiséi Guínzburg, fotografía de la década de 1930.

Las ideas relacionadas con la planificación y la estructura volumétrica, así como con el contenido funcional de la casa, se exponen en el libro de Guínzburg Жилище («Vivienda»), donde un capítulo está dedicado al trabajo de la Sección de Tipificación y tres capítulos al edificio Narkomfin; La ideología de la casa también fue expresada por Guínzburg en el pleno del Stroykom. Según Guínzburg, un análisis de los tipos de vivienda en un edificio de apartamentos muestra que su «efecto económico» fue mayor que la «construcción masiva de viviendas en Moscú en los primeros años después de la revolución», la llamada construcción Moscú.
El trabajo de la Sección de Tipificación siguió el camino de «corte y compactación de áreas de servicio» tomado como prototipo de la tipología de casa de vecindad: primero, quitaron las segundas escaleras y cuartos de amas de llaves, luego optimizaron los pasillos, vestíbulos, baños y cocinas, manteniendo el volumen y altura de las viviendas y recortándolas a escuadra a la altura del auxiliar. Los cálculos de la eficiencia del uso del espacio habitable que se dan en el libro se basan en considerar la relación entre la capacidad cúbica y la superficie habitable de los apartamentos y el parámetro k —k = W / P, la relación entre la capacidad cúbica total del edificio y el área útil de las celdas residenciales—. Guínzburg se refiere tanto a los cálculos como al «trabajo experimental de los principales arquitectos de Occidente».
El enfoque principal de los arquitectos fue el mobiliario empotrado y los sanitarios compactos. Aquí es donde comenzó la práctica de combinar un baño con un inodoro, familiar para varias generaciones de soviéticos. «Intentaron reducir el movimiento innecesario de los habitantes de los departamentos, y también consideraron necesario ofrecerles comer en comedores públicos, lavar en baños públicos, donar ropa para lavanderías mecánicas, leer y relajarse en bibliotecas y clubes».
La edificio Narkomfin a menudo se llama  «casa comuna», lo que no es cierto: Guínzburg autor del proyecto, se opuso a su «casa tipo transicional» —de una casa «burguesa» a una comuna «socialista», ya que la estructura familiar no se destruyó por completo en ella, como esto se asumió en las casas comunales— y criticó duramente a estas últimas:

... el transportador por el que fluye la vida normalizada aquí recuerda un cuartel prusiano <...> No hay necesidad de probar el utopismo abstracto y la esencia social errónea de todos estos proyectos. <...> No se puede dejar de notar en todo este programa del proceso mecánico el aumento a tamaños astronómicos de los elementos moleculares de la vida cotidiana de la vieja familia.

En las propuestas de la sección Stroykom, no se dice ni una palabra sobre la imposición de una rutina diaria fija practicada en casas comunales, incluso en proyectos de dormitorios, ni sobre la destrucción de la estructura familiar tradicional. Los autores del edificio Narkomfin también expresaron el objetivo de «promover la transición más rápida e indolora hacia formas más elevadas de economía»: fue con este propósito que se planeó un bloque comunal desarrollado con las funciones de cáterin, lavado, limpieza y cuidado de niños, así como el tamaño mínimo de las cocinas en los apartamentos ... Mientras tanto, Guínzburg enfatiza:

Consideramos absolutamente necesario crear una serie de momentos que estimulen la transición a una forma superior de vida social y cotidiana, pero no decretamos esta transición.

Al considerar el edificio Narkomfin como un edificio experimentado, Guínzburg no lo consideró típico e insistió en que la creación de proyectos estándar de edificios residenciales era el camino equivocado, lo que conducía a la «monotonía del desarrollo residencial», también se consideró importante «maximizar la flexibilidad» de los estándares y el desarrollo de tales elementos estándar, «que podrían combinarse de todas las formas posibles <...> variar los tipos de vivienda, utilizando los mismos elementos estándar».

## Ubicación
En abril de 1929, el territorio de dos propiedades frente al bulevar Novinski, el llamado parque "Shaliápinski", un espacio verde detrás de una hilera de casas del siglo XIX se asignó para la construcción de una casa para empleados del Comisariado del Pueblo de Finanzas, a lo largo del Anillo de los Jardines, en uno de los cuales Fiódor Chaliapin vivió entre 1910-1922. El territorio desciende suavemente hasta el estanque Présnenski, que en 1925 se canalizó a lo largo de esta sección. Los planes de desarrollo preveían la demolición completa de las casas y patios existentes, incluidas las dependencias y el patio de la casa Chaliapin, pero al final, ni un solo edificio fue demolido durante la construcción del edificio Narkomfin. El río Sinichka fluye debajo de la casa, encerrado en un canal.

## Arquitectura

### Composición del conjunto residencial
En la documentación del diseño, la casa se llamaba la segunda casa del Narkomfin. Según el proyecto, se suponía que el complejo constaría de cuatro edificios:
1. Residencial, para 50 familias y unas 200 personas. Construido.
2. Comunitaria, comunicada con un pasaje residencial cálido con bisagras: con cocina, dos comedores - interior y de verano en la azotea, además de gimnasio y biblioteca. Construida, la cocina operó en la década de 1930 vendiendo comida para llevar. El comedor no funcionaba.
3. Se planeó un edificio de jardín de infancia separado con una guardería en un área rectangular entre la casa y el edificio comunal. No se ha implementado. En 1934, el jardín de infancia estaba ubicado en un edificio comunal, en el comedor. Existió hasta 1941.
4. El «patio de servicio», que incluía una lavandería mecánica, una secadora y un garaje, daba a Novinski Bulevard. Terminada, la lavandería funcionó —sirvió a los residentes en la década de 1930—.

También se planeó la construcción de un segundo edificio residencial con apartamentos grandes, celdas tipo K o D, junto al edificio Narkomfin.

### Organización espacial del complejo
Tres volúmenes principales: un edificio residencial, un edificio comunal y un jardín de infancia sin terminar, fueron planeados como un conjunto rítmicamente equilibrado de edificios de diferentes tamaños. Estaban lineados por el edificio de la lavandería, frente al cual, desde el lado del bulevar Novinsky, se planeó organizar una plataforma cuadrada, conectando compositivamente este edificio con la ciudad. La vivienda y el edificio de la lavandería se levantaron parcialmente sobre columnas, lo que liberó el espacio de paso en la planta baja (2,5 m de altura). De acuerdo con el plano de los arquitectos, al pasar por debajo del edificio de la lavandería a través del «patio delantero» frente a la entrada de Novinski Bulevard, a lo largo de un callejón diagonal, uno podría ingresar al área pública del complejo, o por otro callejón a través de un edificio residencial al nivel del primer piso abierto, hacia el parque detrás del edificio donde había una especie de plataforma de observación.

### Arquitectura de un edificio residencial

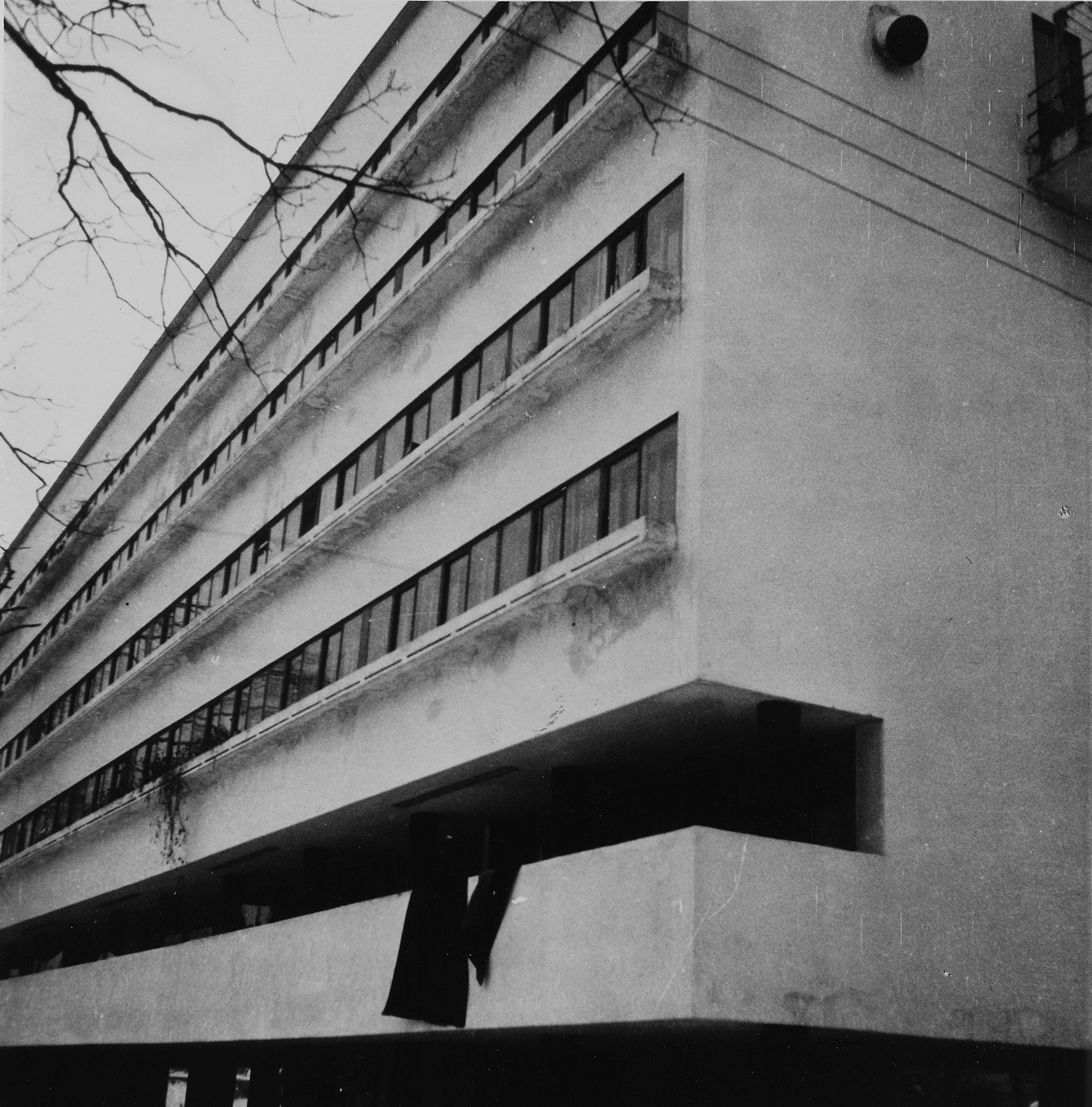
Fragmento de la fachada oriental. Una galería abierta en el segundo piso, con acceso al final, parte norte de la casa —no conservada—. Jardineras debajo de las ventanas con cinta a lo largo de toda la fachada. Foto de Robert Byron, principios de la década de 1930.

La arquitectura del edificio residencial era inusual e impresionante para fines de la década de 1920, especialmente si se considera el antiguo entorno de Moscú. Los habitantes de los distritos más cercanos lo llamaron «casa-barco» («casa-vapor» según E. Miliútina); sin embargo, este epíteto se aplica a muchos edificios modernistas. Los autores del proyecto, Guínzburg y Milinis, lograron organizar las células vivas en un único edificio de forma tan inusual que interesó incluso al propio Le Corbusier, que visitó el edificio Narkomfin y visitó 
personalmente el apartamento de Nikolái Miliutin.

#### Parque y planta baja abierta
En una nota explicativa del proyecto, Guínzburg explica el aspecto del primer piso abierto, de la siguiente manera: «Debido al desnivel del solar, que en tales casos provoca una gran superficie del sótano, en este caso, la casa se eleva en su mayor parte a una altura de 2,5 metros sobre pilares separados, lo que es más económico y, además, mantiene intacta la zona del parque».
El libro «Vivienda» dice de manera más sucinta: «Toda la casa está ubicada en el parque». Esto se refiere a los restos del parque "Shaliápinski", las partes sobrevivientes de los jardines de la mansión. Además, en 1937, se trasplantaron árboles al parque alrededor del edificio Narkomfin desde el Anillo de los Jardines reconstruido, que se cubrió con asfalto y se demolió toda la línea de jardines. Como resultado, uno de los argumentos de Guínzburg a favor de un primer piso abierto y una «casa con patas» fue «no cortar el territorio del parque con una casa».
Otros argumentos de Guínzburg a favor de un primer piso abierto sobre soportes:
1. El primer piso es el menos adecuado para vivir, y los inquilinos del único apartamento en la planta baja de la casa se ven obligados a cerrar las ventanas con cortinas todo el tiempo.
2. Por el tamaño del alquiler prerrevolucionario, se sabe que los departamentos del primer piso se valoraban más bajos.
3. «La oportunidad de arrancar el edificio del suelo, ... para traer la percepción de una persona, espacialmente limpia y clara, parecía tentadora por consideraciones de composición».[25]
4. En 1927, Le Corbusier publicó sus Cinco puntos de la arquitectura moderna en L'Esprit Nouveau. El primero de ellos son los soportes libres del primer piso (pilotis).

#### Estructura interna
El edificio residencial es una bloque de construcción de seis pisos de 85 m de largo y 17 m de alto, estirada de sur a norte, los dormitorios y pasillos se agrupan a lo largo de la fachada este, las salas de estar a lo largo de la occidental, respectivamente, las habitaciones reciben el sol de la mañana, las salas de estar al atardecer. Más cerca de los extremos hay dos escaleras conectadas entre sí y con los apartamentos por dos amplios pasillos —4 m de ancho y 2,3 m de alto—, en el segundo y quinto piso. Guínzburg llama a los pasillos arterias horizontales y los contrasta con escaleras verticales: se suponía que los pasillos facilitarían a los residentes de los apartamentos la comunicación con las instalaciones de los servicios públicos. Por otro lado, el arquitecto interpretó los pasillos como espacios públicos «lugar de estancia pública».

#### Tipos de celdas de apartamentos y su distribución
La sección de tipificación del Stroykom de la URSS desarrolló cinco tipos principales de unidades residenciales: A, B, C, D y F. La más grande de ellas, la celda A, significaba apartamentos de tres y dos habitaciones, B - solamente apartamentos de dos habitaciones. El mínimo fue la celda F, diseñada para una superficie habitable de 25-30 m².
Se utilizaron tres tipos de apartamentos en el edificio Narkomfin —según Guínzburg, «Vivienda» (1934)— en realidad hay alrededor de una docena de tipos de celdas de apartamentos. El segundo y tercer piso estaban ocupados por ocho apartamentos tipo K, según Guínzburg, en realidad, nueve apartamentos tipo K, destinados a familias numerosas. En los tres pisos superiores, del cuarto al sexto, hay 32 apartamentos pequeños tipo F, según Guínzburg, en realidad, 24 apartamentos pequeños tipo F, diseñados para una persona o para una pareja casada sin hijos. En los extremos de la casa, separados de la parte central por escaleras, se utilizaron las celdas 2F —celdas dobles F—. A nivel del techo plano, había habitaciones tipo dormitorio, donde se realizaron las celdas de vivienda para una persona publicadas por Nikolái Miliutin en Sotsgorod. Algunas son para una persona, otras son para dos, con una superficie de 9 y 15 m², respectivamente, con una altura de 2,6 m, unidas por un baño y ducha comunes entre cada dos habitaciones. 
En las celdas K el área de la sala de estar, o «sala de estar» es de 25 m², su altura es de 5 m. En la parte, dividida en dos niveles, de 2,3 m de altura, a continuación se encuentran: una terraza comunicada con el pasillo, un recibidor y una cocina con un área de 4,3 m², en planta alta, dos dormitorios de 19,88 y 12,1 m² con baño y aseo combinados. Superficie habitable de las celdas K, 57-60 m², superficie total 82-83 m², —(100 m² apartamento n.º 11—. Desde el momento en que se instaló la casa, este tipo de apartamento estaba destinado a las familias más elitistas por su amplitud, comodidad y mayor «espacio habitable».
Celdas F. Todos los apartamentos son de dos pisos con entradas desde un pasillo del quinto piso. Los apartamentos tenían dos distribuciones: ya sea con una escalera desde la entrada de arriba —hacia una sala de estar de dos pisos con una ventana de vidrio en toda la pared— y nuevamente hacia arriba —hacia un nicho para dormir—, o con una escalera larga hasta la misma sala de estar y nicho para dormir, ubicado en el mismo nivel. Por tanto, cada apartamento consta de dos partes. Una parte tiene 3,6 m de altura —sala de estar—, la otra 2,3 m —nicho para dormir—. Con el diseño elegido, la sala de estar y para dormir se abrieron entre sí, visual y espacialmente, lo que proporcionó iluminación y ventilación a dos caras. Los únicos espacios cerrados del apartamento eran una cabina de ducha con lavabo e inodoro. Si es necesario, la separación visual y física del nicho para dormir y la sala de estar se lograba mediante una cornisa con cortina. El frente y el baño se encuentran directamente en la entrada del apartamento. Los apartamentos pequeños F no tienen cocina. La ausencia de cocinas, según Victor Buchli, es la máxima expresión de la vida socializada y una nueva forma de vida. El salón está equipado con una pequeña «unidad de cocina» para calentar los alimentos. El área total de las celdas F es de 35 a 36 m².
La aparición de celdas 2F en los extremos del edificio se debe a la necesidad de una distribución racional de los volúmenes de los departamentos dentro de la casa; permitió, en primer lugar, limitarse a dos pasillos. Las celdas 2F en su conjunto duplican la estructura de las celdas F. En ellas hay dos salas de estar con una altura de 3,6 m, así como un comedor, una antesala, un baño, un inodoro y una cocina con una altura de 2,3 m. Guínzburg llama a las celdas 2F «en términos sociales <…> Apartamentos ordinarios con una distribución de alturas más racional y, por tanto, con una solución espacial más interesante», pero no dice nada sobre el número de celdas 2F en la casa, su área y el número de habitaciones en ellas. Victor Buchli proporciona los siguientes datos... A lo largo de cada escalera hay celdas 2F de dos tipos: dos niveles —tres departamentos en el sexto piso—, el resto son de un solo nivel —tres departamentos en el cuarto piso—. Todas las celdas, por analogía con los apartamentos prerrevolucionarios, están visualmente y físicamente separadas entre sí por paredes y puertas. A lo largo de la escalera sur hay dos «unidades K articuladas» (definición de Buchli). Este tipo de apartamento nunca fue mencionado ni en las recomendaciones del Stroykom de la URSS ni en las obras de Guínzburg, sus alumnos y comentaristas. Se diferencia de las celdas K en un área significativamente más grande, la presencia de un baño y un comedor adicionales en el nivel inferior, así como grandes balcones semicirculares. Elena Ovsyannikova (2015) describe este tipo de apartamento de la siguiente manera: «En los extremos del edificio, desde el norte y el sur, hay apartamentos más espaciosos, diseñados individualmente con balcones. El taller de Guínzburg estaba ubicado en uno de estos apartamentos». La superficie total de las celdas del extremo 2F osciló entre 77 (apartamento n.º 14) y 114 m² (apartamento n.º 18, de cinco habitaciones).
Un examen del edificio Narkomfin, realizado en 1994 por Elena Ovsyannikova, profesora del Instituto de Arquitectura de Moscú, y estudiantes suizos de Ginebra, dirigidos por Jean-Claude People, mostró que su estructura interna resultó ser todavía más compleja de lo que se decía en el proyecto. Resultó que había apartamentos no estándar en todos los pisos, aunque la mayoría de ellos son típicos. El número total de variantes de unidades residenciales podría llegar a once —incluida una sala de conserjería, un «estudio» en el piso superior, un dormitorio en el techo y el ático del propio Miliutin—. Es característico que al final del corredor del quinto piso existiera una cocina común, organizada ya en la década de 1940, y desde el propio corredor se accede a los armarios para guardar cosas que no siempre cabían en las celdas «F».
El libro Johannes Cramer y Anke Zalivako (2013), que contiene los resultados más completos de la estructura interna de la investigación y las decisiones del diseño Narkomfin: «Se refirió repetidamente a la inconsistencia del proyecto que radica en el hecho de que Guínsburg y Milinis obviamente no pudieron o no quisieron elegir un concepto único coherente para la organización de espacio. Por el contrario, los diferentes tipos de apartamentos no solamente están dispuestos y equipados de formas completamente diferentes, sino que también están diseñados para grupos de usuarios completamente diferentes, de modo que, en conjunto, ha surgido una especie de enciclopedia de nuevas viviendas con cuatro tipos de apartamentos fundamentalmente diferentes, cada uno de los cuales, a su vez, tiene sus propias opciones de diseño».
La baja altura del techo, según Guínzburg, se compensa con el «depósito adyacente» de la sala de estar. Mientras tanto, al darse cuenta de que las instalaciones no están lo suficientemente aisladas, Guínzburg estipula que la solución «es adecuada para una familia pequeña, de lo contrario se necesitarán paredes deslizantes o cortinas, lo que permitiría, si es necesario, crear el aislamiento acústico necesario de las habitaciones individuales».
Las terrazas en el nivel del corredor inferior estaban destinadas a ser compartidas por los inquilinos de ocho apartamentos tipo K —en realidad, nueve apartamentos tipo K—, para lo cual se proporciona una terraza cubierta paralela al corredor. El solárium fue diseñado para la recreación de los residentes de los apartamentos de tipo F.
El principio de distribución de las celdas residenciales, similar al utilizado en el proyecto de la casa Narkomfin, se implementó en varios proyectos en Occidente, en particular, en el dormitorio para solteros construido en Breslavia, según el proyecto de Hans Scharoun (1929). La presencia de un corredor que da servicio a varios niveles es característica de las unidades residenciales de Le Corbusier.

#### Fachadas

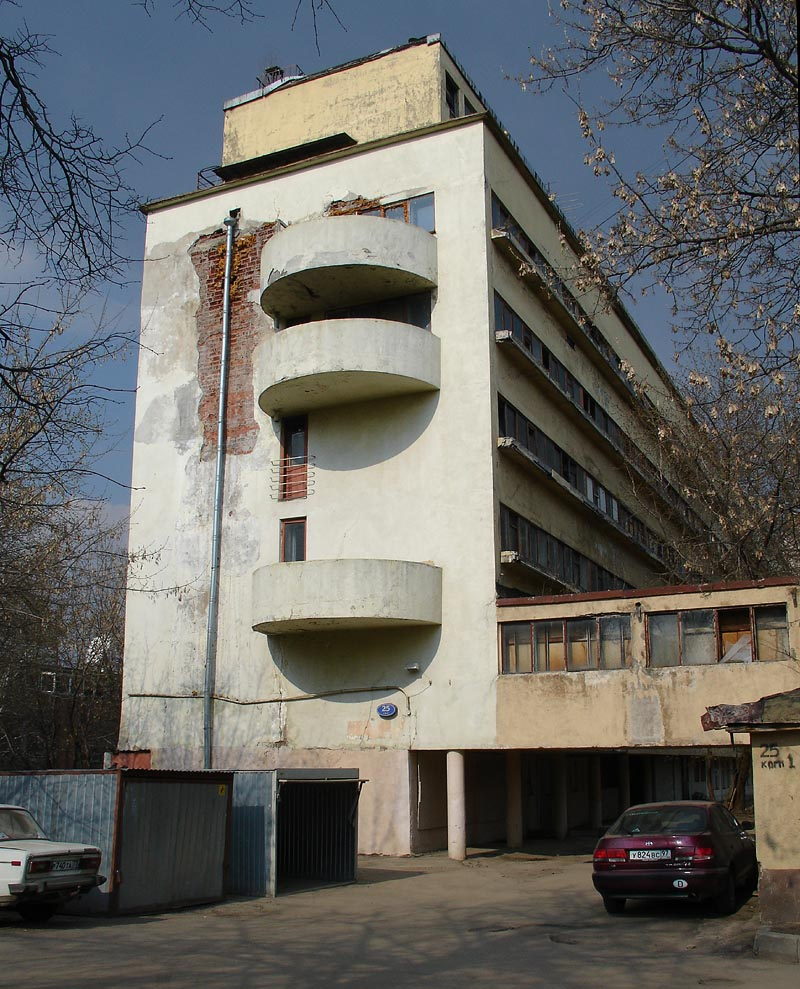
Fachada sur del edificio. La imagen de 2007 muestra el ladrillo original. En el techo está el apartamento de dos niveles de N. Miliutin.

La solución de fachada de la casa es el constructivismo lacónico: las ventanas de cinta, técnica característica de la década de 1920, enfatizan las paredes horizontales, lisas están decoradas únicamente con elementos condicionados por la función: franjas de jardineras y una terraza empotrada en el segundo piso. La estructura de las fachadas refleja la disposición interior de los apartamentos, siguiendo el principio de la arquitectura moderna de adentro hacia afuera, por lo que en el muro este predominan las cintas, y en la parte inferior del muro oeste las ventanas del salón se funden en grandes puntos de acristalamiento, alternando con pequeñas ventanas de la cocina. La fachada del extremo norte está desprovista de ventanas y está animada solamente por la repisa del balcón, la del sur bien iluminada es más plástica: está animada por tres repisas de balcones semicirculares, que forman una de las vistas de libro de texto de la casa. Los balcones semicirculares están ubicados uno encima del otro en el tercer, quinto y sexto piso.

### Estructuras y materiales

#### Estructura de hormigón armado
La casa fue erigida con el uso de nuevos productos de la entonces industria de la construcción; el ingeniero Serguéi Lvóvich Prójorov y la empresa Technobetón dirigida por él fueron responsables de los experimentos constructivos. La estructura de soporte es un marco de hormigón armado.

La carga estática esta soportada por pilares redondos de hormigón armado con refuerzo Considere. En la dirección transversal, la distancia entre los ejes es de 3,50 y 4,50 m. En la dirección longitudinal - 3,75 m. Los pilares en las direcciones longitudinal y transversal están conectados por vigas de hormigón armado. En sentido transversal, hay consolas a ambos lados, dando una profundidad total del cuerpo de 10,15 m. Así, casi todos los pilares están dentro del espacio arquitectónico, y los muros exteriores de cada piso transfieren la carga a los pilares a través de las consolas. Los pilares tienen un espesor de 35 cm. Los muros exteriores son de piedra hueca de hormigón de yeso tipo «campesino», piedra y media con 6 cm de relleno de escoria entre las piedras. El espesor total de las paredes exteriores es de 36 cm.

La estructura del marco permitió liberar el primer piso para el paso y aliviar la carga de los muros externos, que sirven como valla de aislamiento térmico gracias a bloques de cemento con relleno de aislamiento térmico. Como se desprende de las ilustraciones dadas en el libro de E. Ovsyánnikova y el complejo residencial E. Miliútina House of Narkomfin, realizado en nuestro tiempo, cuando el yeso de las paredes se derrumbó por todas partes, el material de las paredes de la fachada principal eran bloques de escoria y las superficies finales de la casa estaban hechas de ladrillos cocidos.

#### Bloques Prójorov
Una innovación importante de S. L. Prójorov fue el uso de bloques de piedra de hormigón «frío» con dos grandes agujeros: para pisos entre plantas y paredes verticales interiores entre apartamentos y en el cercado de escaleras. Los huecos de los bloques se utilizaron para colocar conductos de alcantarillado, drenaje y ventilación ubicados dentro del edificio, a menudo en una configuración bastante compleja, ya que se requería realizar todas las comunicaciones entre los volúmenes de departamentos de diferentes tipologías. Como parte de los pisos, se intercalaron hileras de bloques con hormigón armado, ahorrando hormigón e incluso encofrados de madera, ya que no fue necesario clavar clavos en las tablas:

… A distancias iguales a la longitud de la piedra, se colocaron tablas sostenidas por postes de madera. Las piedras se colocaron en las tablas con espacios dejados especialmente. Se colocó refuerzo en los intervalos y se hormigonó todo el techo. El resultado fue una losa (5 cm) con vigas y huecos rellenos de piedras de hormigón.

Guínzburg llama a los bloques «fríos» con dos agujeros «comunes para la construcción de hormigón alemana» —de hecho, son conocidos, en particular, en la práctica de la Bauhaus—. S. L. Prójorov organizó la producción de bloques similares en grandes agujeros justo en el sitio de construcción del edificio Narkomfin utilizando máquinas para la producción de «bloques Krestyanin», donde se colocaron insertos de madera para hacer agujeros. Posteriormente, se denominaron «bloques Prójorov».

#### Otros materiales experimentales
Los suelos de los apartamentos era de cemento «sorel» de dos capas de 2 cm —piedra de madera, virutas de madera en la base, tipológicamente el material es similar al aglomerado—. Se colocó xilolita (piedra artificial realizada con aserrín) sobre una placa base de hormigón. En los tabiques divisorios se utilizaron bloques de fibra y bloques Krestyanin en 1/2 bloque; el grosor de los tabiques era de 5 cm —faltaba el aislamiento acústico en el sentido moderno que estuvo ausente en la casa Narkomfin; se planeó agregarlo durante la renovación de la casa en 2017-2019 —. Para aislar las vigas de hormigón armado en lugares donde llegaban a la fachada, es decir, en muy pocas ocasiones, se utilizó el junco, un material aislante hecho de pasto seco comprimido.
El techo plano de cemento de la casa está aislado con escoria y equipado con canaletas que corren hacia el cuerpo de la casa. Las soluciones tecnológicas para el techo con aislamiento térmico con «placas de turba» prensada e impermeabilización con betún siguieron el esquema desarrollado por el principal especialista alemán en cubiertas planas Ernst May.

### Interiores

#### Iluminación
Los arquitectos del edificio Narkomfin prestaron gran atención a la iluminación de los espacios interiores. Guínzburg llama al «mejor sistema» que expande visualmente el espacio «una franja de luz horizontal tirada hacia el techo». Al mismo tiempo, según el arquitecto, «la cinta horizontal da una iluminación mucho más uniforme». Los cálculos también tocaron las secciones óptimas de la pared por encima y por debajo de la ventana: en ambos casos, la altura óptima de la pared es 1 m por encima o por debajo. Se considera que la solución ideal es un acristalamiento sólido, probado en el edificio Narkomfin en el ejemplo de la vidriera de un edificio comunal.

#### Ventanas correderas
Una de las innovaciones del edificio Narkomfin son las ventanas correderas, similares a las inventadas por Le Corbusier y Pierre Jeanneret. Se han modificado teniendo en cuenta el clima ruso. Las ventanas de cinta incluían dos elementos: móvil y fijo. Estacionaria con marcos de hormigón armado, móvil con roble, deslizante sobre rodillos a lo largo del carril de guía y un asa con una presión excéntrica contra el hormigón. Los puntos de presión en la ventana con marco de madera estaban tapizados con lona y fieltro. Guínzburg considera que la fabricación de marcos de hormigón fijos es un error y menciona cinco ventajas de los marcos de ventanas correderas:
1. Estándar.
2. Ahorro de espacio dentro de las habitaciones.
3. Sujeción casi hermética y sin necesidad de pegar en invierno.
4. Sin necesidad de ventilaciones, ya que el marco se puede abrir a cualquier distancia, comenzando desde un espacio estrecho.
5. Sencillez y bajo costo.

#### Color
Los experimentos con el color en el edificio fueron una continuación de los experimentos iniciados por Guínzburg en la sala de arquitectura de la antigua Universidad Técnica Estatal de Moscú (Universidad Técnica Estatal Bauman de Moscú) y reconocidos por el autor como no muy exitosos: «una larga estadía en esta sala fue aburrida». El trabajo de selección de soluciones de color para los apartamentos del edificio Narkomfin fue supervisado por el profesor Hinnerk Scheper, artista de la Bauhaus. Las paredes de los apartamentos no estaban con papel tapiz, sino pintadas con suavidad, colores cálidos para algunos apartamentos y fríos para otros. En los apartamentos de colores cálidos se eligió el ocre claro para el techo y el amarillo limón para las paredes. En la gama fría para el techo utilizaron el tono azul de Braunschweig, mientras que las paredes eran azuladas y verdosas...
Todas las viviendas tienen suelos de parqué de roble de 8 cm de ancho. Los baños de los apartamentos de al menos tres habitaciones conservaron los pisos de corcho hasta 1960, luego fueron reemplazados por baldosas. Cableado abierto: cable trenzado en aisladores de porcelana. Los interruptores giratorios, como los enchufes, también son de porcelana.

## Crítica del proyecto
El primer crítico de la construcción del edificio Narkomfin fue el propio arquitecto Guínzburg -una mirada a la historia de la construcción de una casa como experimento sugirió su valoración crítica en el libro Жилище ("Vivienda"), publicado en 1934.
Se dedicó una gran cantidad de publicaciones al edificio Narkomfin, tanto en fuentes rusas como extranjeras. En fuentes occidentales, Narkomfin se describe a menudo acompañado de definiciones de «utopía» y «utópico» (en inglés: Utopian Housing Project). En las publicaciones soviéticas, los autores intentaron evitar tal interpretación, utilizando habitualmente vocabulario como «experimento», «experimental», «tipo transicional», etc., sin centrarse en sus resultados.

### En el aspecto técnico
Los muros de carga se habían convertido en objeto de críticas, principalmente por la calidad de los materiales de construcción utilizados, ya que el edificio residencial nunca había sido reparado en los casi 90 años de existencia. El yeso de las fachadas se estaba desmoronando y las paredes hechas de cemento artesanal y bloques de escoria, hechos directamente en el sitio de construcción, se derrumbaron. Los rellenos en la lechada de cemento eran varios materiales improvisados, que incluían escoria metalúrgica, paja y juncos.
La estructura del marco de la casa sobre columnas o «patas» hizo que fuera muy difícil organizar las comunicaciones verticales en ella, sin mencionar la congelación del piso residencial inferior. Los elevadores de alcantarillado tuvieron que aislarse y pasarse en columnas no estándar, especialmente engrosadas, lo que inicialmente no se tuvo en cuenta en el proyecto de solución arquitectónica. El techo plano y las goteras asociadas también causaron varios problemas. La ejecución de dicho techo requiere un cuidado especial y materiales de alta calidad, que durante el período de construcción solamente se pudieron obtener gracias a la iniciativa del cliente de mayor rango de Miliutin. Tal techo requiere un mantenimiento constante: limpieza de desagües internos sucios o congelados, reparación del revestimiento y caída regular de nieve.
Las «cañas-juncos» utilizados en el interior de la casa resultaron ser un mal material aislante acústico, en particular, como tabiques internos entre los originalmente «dormitorios», que resultaron estar habitados por diferentes familias. En esta ocasión, se hicieron muchas críticas. Cuando terminó la guerra, los conductos de ventilación estaban obstruidos y la ventilación de escape no funcionaba en ninguna parte.
El experimento con el dispositivo de ventanas correderas horizontales «no logró el objetivo y provocó quejas de los residentes». Las ventanas de cinta de toda la pared no cumplían con las realidades del clima de Moscú. Los puntos de presión en la ventana con marco de madera estaban cubiertos con lona y fieltro. Después de un par de décadas, estos sellos se desgastaron, además, los marcos de hormigón comenzaron a desmoronarse, dejando al descubierto el refuerzo metálico, los elementos deslizantes de las ventanas se atascaron y el aire frío pasaba en invierno.
El equipamiento de los apartamentos no se ha perfeccionado ni estilística ni funcionalmente. Por ejemplo, donde era posible colocar una bañera, eran productos voluminosos de hierro fundido prerrevolucionarios que ocupaban demasiado espacio en las dimensiones de las cabinas de ducha originalmente planeadas. Solamente había un gran baño en el apartamento de Miliutin.

### Punto de vista doméstico
Desde el punto de vista doméstico, el edificio Narkomfin también provocó muchas críticas. La base fue la violación del principio de asentamiento de celdas estándar (apartamentos), establecido en el borrador, asociado con la crisis de vivienda más severa en la URSS. En el edificio Narkomfin en la década de 1940 ... en la década de 1970, los ejemplos de apartamentos comunes estaban muy extendidos, cuando una de las familias tenía que vivir en una sala común y la otra en un dormitorio. Al mismo tiempo, el tamaño mínimo de cocinas y baños generó escándalos y, como consecuencia, fuertes críticas a la arquitectura de vanguardia y al sistema en su conjunto. Al parecer, los pisos de los  ex comisarios del pueblo N. Miliutin y N. Semashko fueron las afortunadas excepciones.
El edificio Narkomfin no pudo soportar la competencia con los edificios tradicionales en términos de tecnologías de construcción, construida por iniciativa del Ayuntamiento de Moscú. Si en la Casa del Comisariado Popular de Finanzas se destruyeron bloques de hormigón ligero, las paredes de ladrillo gruesas y no congelantes de las casas Mossovet (Gobierno de Moscú soviético), todavía se distinguen por un buen aislamiento acústico de todas las habitaciones y conservan el microclima en los apartamentos.
Como resultado, el edificio Narkomfin nunca se convirtió en una «casa-comuna de tipo transicional»: a mediados de la década de 1930, los proyectos utópicos de los primeros años del poder soviético fracasaron y los propios inquilinos abandonaron esta idea.
Según un autor moderno, «rápidamente quedó claro que la élite de la nomenclatura no estaba preparada para vivir de acuerdo con los preceptos utópicos de Guínzburg». Según Victor Buchli, en los años anteriores a la guerra, casi la mitad de los hogares (familias) de la casa Narkomfin tenían una criada y no mostraban deseos de socializarse.
La galería que recorre el corredor inferior, destinada a reuniones y comunicación, se convirtió rápidamente en lugares para secar la ropa, luego en armarios individuales; la terraza del jardín de la azotea nunca se completó y casi nadie usó el comedor común. Los residentes compraban con gusto comidas preparadas en el comedor, pero preferían llevarlas con ellos a sus apartamentos en lugar de comer juntos. El edificio comunal no existió de esta forma por mucho tiempo. Después de un tiempo, la restauración pública dejó de satisfacer a la mayor parte de los residentes y la cocina dejó de ser rentable. Después de esto, el propósito de los pasillos de doble altura ha cambiado. Primero se adaptaron para una imprenta y luego para una oficina de diseño.
Solamente dos instituciones domésticas comunitarias funcionaron con éxito: una lavandería y un jardín de infancia. Pero también fueron cerrados durante la guerra. Los autores de la monografía del período soviético (1986), dedicada al edificio Narkomfin, resumiendo los resultados, escribieron que «el experimento con la organización de nuevas formas de economía social y doméstica para principios de la década de 1930 fue prematuro y resultó insostenible».
El historiador inglés de la cultura material Victor Buchli escribió con más franqueza en su trabajo de 1999 que «el utopismo y el deseo de reformar la vida cotidiana, que formaron la base del proyecto de la Casa Narkomfin, cayeron en desgracia casi inmediatamente después de su finalización. Con el inicio del plan quinquenal y la consolidación del poder por parte de Stalin, las ideas de colectivismo y feminismo incorporadas en el proyecto fueron rechazadas por izquierdistas y trotskistas».

## Historial de proyectos de restauración

### Desarrollo del entorno urbano
En 1933-1935, en el territorio originalmente destinado a la guardería del complejo residencial —a lo largo de su frontera sur—, según el proyecto del arquitecto Sergei Leontovich, se construyó una casa residencial para los trabajadores de Sovnarkom —edificio 25, edificio 10—, de composición no asociado con el complejo. El Consejo de Comisarios del Pueblo dio preferencia al proyecto arquitectónico de Leontovich, por ser más acorde con la situación política, y construyó un edificio decorado con ornamentos al estilo del clasicismo estalinista.
Como resultado, la preservación de edificios señoriales a lo largo de la línea del Bulevard Novinsky, así como la construcción de otro edificio residencial dentro de los límites del sitio originalmente asignado, un complejo alienígeno, no permitió que el plan del autor para organizar el espacio se implementara por completo. En 1934, el complejo comenzó a perder su integridad compositiva. Los cambios afectaron al parque entre los edificios residenciales y públicos y la lavandería. Se trasplantaron árboles del Bulevard Novinsky, lo que interrumpió las conexiones visuales de los elementos de la composición. La construcción de la «planta baja» del lavadero excluyó la posibilidad de paso por su volumen al territorio del complejo. Al mismo tiempo, una foto de un reconocimiento aéreo alemán en 1941 muestra que se ha conservado la trayectoria diagonal del parque desde la lavandería hasta el cruce de ambos edificios del Comisariado Popular de Finanzas.
No se construyeron: un jardín de infancia y una guardería, un edificio residencial de segunda etapa —los autores del proyecto fueron los arquitectos Guínzburg y Zundblat— y un complejo de patio de servicio que une un garaje para residentes, un lavadero y una sala de calderas. Solamente se construyó una lavandería, que fue utilizada por los residentes en los primeros años, y después de la guerra pasó a la subordinación departamental.
A principios de la década de 1940, se asignó un sitio a lo largo del borde norte del territorio del complejo residencial —detrás de la fachada del patio del edificio de lavandería en toda su longitud, y en las profundidades del patio hasta el edificio Narkomfin desde sus lados este, norte y en parte desde el oeste— para el garaje departamental de SNK URSS. Posteriormente, el Consejo de Ministros de la URSS, en su territorio de aproximadamente una hectárea, se cubrió con asfalto, el garaje fue rodeado por una valla y el parque detrás de la casa con vista al río Moskva fue liquidado. El garaje duró hasta 1965. A principios de la década de 1950, en las inmediaciones del edificio Narkomfin, se erigió uno de los rascacielos de Stalin: el Edificio de la plaza Kudrinskaya, que se convirtió en la arquitectura dominante del distrito de Krasnopresnensky.

### Reestructuración

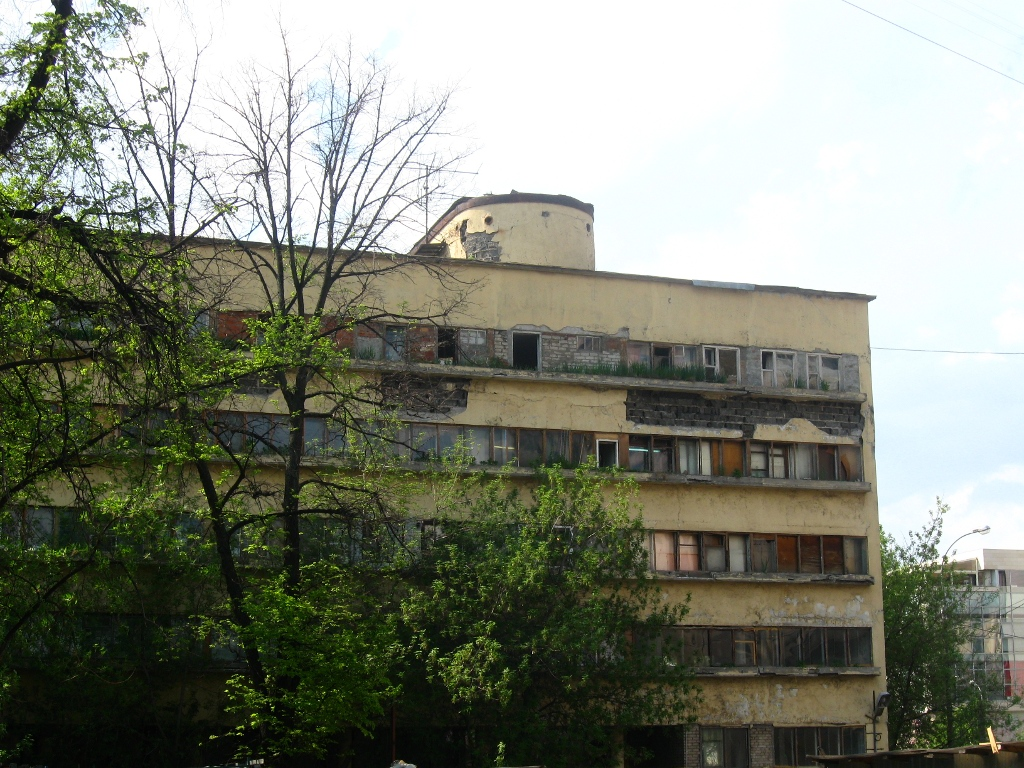
Edificio residencial de Narkomfin (Moscú, Bulevard Novinsky, 25, edificio 1). Año 2013.

Desde mediados de la década de 1930, la casa número 25, edif. 1, estaba en el balance del Consejo de Comisarios del Pueblo, desde 1946, del Consejo de Ministros de la URSS hasta principios de la década de 1960. En 1961, se eliminó del balance del Consejo de Ministros y se transfirió a la subordinación de toda la ciudad. El bloque comunal permaneció en el balance del Consejo de Ministros y sirvió como imprenta.
En el proceso de construcción del volumen que da al techo, destinado a la cámara de ventilación, se realizó un apartamento «penthouse» de dos niveles del ministro de Finanzas Nikolai Miliutin, diseñado por él para su familia con el consentimiento de Guínzburg. Miliutin estaba muy interesado en el diseño interior de su apartamento y participó personalmente en la selección de colores para pintar las paredes.
Dado que no se construyó un edificio separado para un jardín de infancia y una guardería, una parte importante del edificio comunal se utilizó como un jardín de infancia. De las funciones sociales de este edificio previstas por el plan, solamente la cocina estaba en pleno funcionamiento en la década de 1930. El comedor funcionaba a medias, ya que los inquilinos preferían comer en casa. Después de un tiempo, la restauración pública dejó de satisfacer a la mayoría de los residentes y la cocina dejó de ser rentable. Después de esto, el propósito de los pasillos de doble altura cambió. Primero se adaptaron para una imprenta y luego para una oficina de diseño. Únicamente dos establecimientos de servicios comunales funcionaron con éxito: una lavandería y un jardín de infancia —en un edificio comunal—.
La galería, que corre a lo largo del corredor inferior, estaba destinada a reuniones y comunicación de los residentes de los apartamentos comunes, sin embargo, se habían convertido gradualmente en armarios individuales. En la década de 1930, se construyó, para formar una habitación individual en el extremo norte de la galería en el segundo piso. En las celdas K —en el proceso de convertirlas en comunales—, los parapetos de las galerías del nivel superior se colocaron en todas partes en las décadas de 1930 y 1940, y se formaron cocinas adicionales en las áreas estrechas de las galerías, por lo que «el carácter visualmente espacioso de los apartamentos quedó muy desfigurado». Los baños combinados de los apartamentos de los tipos K y 2F se habían convertido en apartamentos separados mediante la instalación de particiones adicionales debido a una disminución en el área de los baños.
Después de la guerra, se organizó un albergue de servicios en la parte norte del sótano —antes de la guerra era un apartamento separado para una familia, cuyo jefe, un asesor científico del Consejo de Comisarios del Pueblo, sufrió una purga en 1937, y tres familias se trasladaron a la plaza desocupada—, la tercera en el hogar. También se agregó un edificio de servicios en la fachada sur, y se agregó un edificio comunal. En 1959, se agregó un hueco de ascensor en el lado de la fachada occidental de la casa, conectado por pasajes a la escalera principal y adyacente al tubo de escape de la sala de calderas.
Casi todos los apartamentos de tres habitaciones de los pisos inferiores se convirtieron en apartamentos comunes, a los que no estaban adaptados; el tamaño mínimo de cocinas y baños provocó escándalos. El ancho mínimo de la escalera con dos vueltas, que conectaba ambos niveles de los apartamentos de tres habitaciones, no permitía trasladar los muebles de gran tamaño que ganaban popularidad a principios de la década de 1960. También era imposible bajar el ataúd con el cuerpo del difunto desde el nivel superior, y debía ser llevado en brazos.
Como escribe Ekaterina Miliutina en sus memorias sobre la Casa del Comisariado de Finanzas del Pueblo (Narkomfin), «los apartamentos para solteros fueron establecidos por familias, los apartamentos familiares se hicieron comunales. En lugar de un comedor cerrado —edificio común—, se hizo una cocina común con filas de cocinas y comedores en el quinto piso. El jardín de infancia se cerró, el edificio comunal se convirtió en una imprenta. La lavandería sobrevivió, pero gradualmente dejó de servir a los residentes. Al final, la casa fue entregada a la oficina de la vivienda, la pintaron con pintura amarilla impensable y dejaron de repararla». A principios de la década de 1960, había 58 apartamentos con 178 residentes en el edificio.

### Decadencia del edificio
Durante todos los años de la existencia del edificio, no se ha realizado ni una sola reparación importante. A finales de la década de 1970, las autoridades de Moscú iban a realizar una gran reforma, para la que desalojaron treinta apartamentos, aunque por causas desconocidas, se quedó sin hacer. El proceso de reasentamiento se reanudó a finales de la década de 1980, y a principios de 2008 vivían allí unas 15 familias —en realidad, solteros—. La falta de reparaciones importantes llevó al hecho de que la casa está muy deteriorada, su condición durante mucho tiempo fue evaluada por los expertos como «crítica». En 2006, el edificio Narkomfin se incluyó en la «Lista de vigilancia de monumentos del mundo de los 100 sitios más amenazados» - Lista de monumentos de la cultura mundial en peligro. Desde 2010, algunos de los apartamentos vacíos se alquilan para talleres o viviendas, que estaban ocupados principalmente por «jóvenes creativos» que no son indiferentes a la obra maestra arquitectónica.
La falta de reparaciones importantes en la casa —además de pintar las fachadas— se explica por el hecho de que la casa resultó irreparable: después de la guerra de 1941-1945, los archivos no contenían dibujos detallados del edificio, y tampoco dibujos de las instalaciones de las comunicaciones de suministro de agua, alcantarillado y ventilación. Según Archnadzor, Guínzburg nunca publicó la versión implementada de los planos de la casa y no mencionó la presencia del apartamento de Miliutin en él. Como informa E. B. Ovsyannikova (2015), «los dibujos se descubrieron milagrosamente en el archivo de Zúrich de Le Corbusier».

## Historia reciente y restauración
Según el Registro Estatal de Bienes Raíces, en 2005 lel edificio tenía 46 apartamentos en su balance. En 2006, la empresa «Copernicus» (antes MIAN) de Alexander Senatorov comenzó a comprar apartamentos en la casa. Los senadores afirmaron que estaban planeando la restauración de la casa. Sin embargo, no estaba claro en qué medida esto sería realmente una restauración y no una reestructuración comercial. En marzo de 2014, del área total —alrededor de 4 mil metros cuadrados—, el grupo Senatorov poseía 2.2 mil metros cuadrados, otros 1.3 mil metros cuadrados —en las cuentas de la oficina del alcalde de Moscú, los locales restantes— con cinco propietarios de apartamentos. En 2014, apareció un proyecto para la restauración del edificio Narkomfin, propuesto por la oficina de arquitectura Kleinewelt Architekten.Proyecto de restauración de la Casa Narkomfin (2014)
El invierno de 2011-2012 prácticamente se destruyó el bloque comunal. El acceso a algunas partes de la casa propiedad de la ciudad no era seguro. Durante mucho tiempo, no hubo información en el espacio público sobre las causas de la difícil situación del edificio Narkomfin, y sobre la situación en su alrededor, que no se había resuelto durante décadas. La razón resultó ser simple: la actitud de las autoridades de Moscú hacia la era de la vanguardia. El alcalde Yuri Luzhkov se consideraba su oponente ideológico. No se cansó nunca de repetir que se trata de una arquitectura errónea y dañina. Los medios de comunicación occidentales, pero no rusos, citaron un fragmento del discurso de Luzhkov en la inauguración del centro comercial «Novinsky Passage» el 8 de abril de 2004: «Qué alegría que aparezcan centros comerciales tan maravillosos en nuestra ciudad, no como esta basura», dijo Luzhkov, señalando en dirección a Narkomfin.
A mediados de 2017, el propietario del edificio Narkomfin era la empresa League of Rights. Desde julio de 2017, concentrando toda la propiedad en su dominio, esta empresa inició la rehabilitación del edificio. El trabajo está supervisado por el director general de la empresa Garegin Levonovich Barsumyan. En 2017, se llevó a cabo un estudio a gran escala del edificio; durante el proceso de restauración, la casa continúo siendo visitada. 

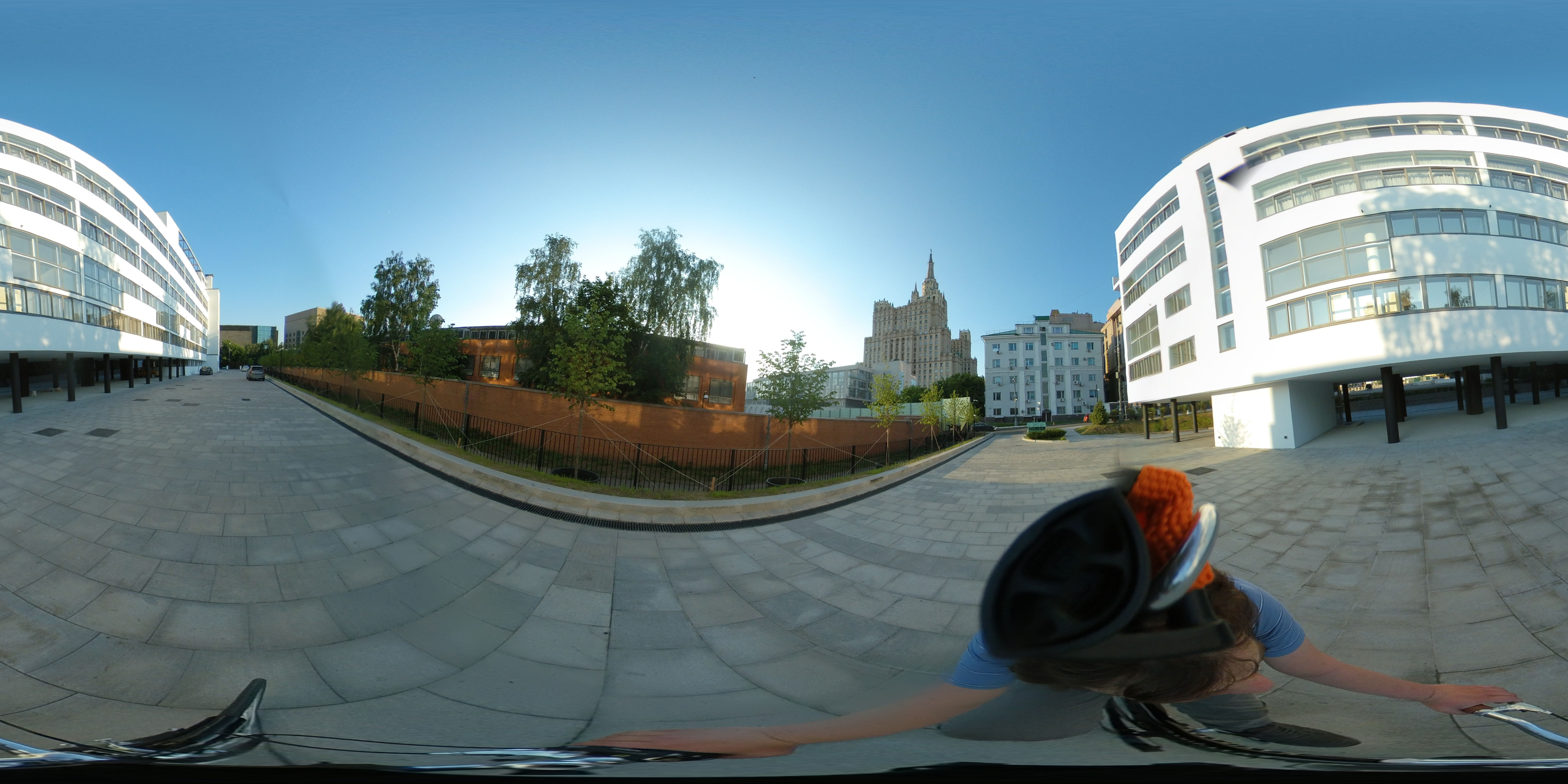
Vista de la fachada oeste del edificio después de la renovación (2020). El espacio abierto estaba lleno de árboles antes de la restauración.

En agosto de 2017, se supo que se había llegado a un acuerdo para que la empresa Liga Prav recibiría un préstamo por un monto de 855 millones de rublos de Sberbank para la restauración de la casa Narkomfin. Durante el proceso de restauración, se conservarán las soluciones del autor original. El plan es recrear el techo abierto y el acristalamiento rayado. Al igual que en la versión original del proyecto, los apartamentos serán de dos niveles, salón-cocina con acristalamiento ampliado, con orientación oeste, y dormitorios, con orientación este. En el curso del trabajo, se planea desmantelar el piso del ático y las dependencias del edificio comunal, restaurar el diseño histórico del primer piso, así como restaurar los elementos de las fachadas, restaurar con conservación parcial de los marcos de la vidriera del edificio comunal, vallas de balcón y techo. Una escalera de caracol que conduce al techo del edificio comunal, conservada en muy mal estado fue reemplazada según los dibujos en el otoño de 2018. Parte del trabajo será la introducción de aislamiento acústico en las paredes de la casa. Está previsto adecuar el edificio para un uso moderno, incluida la reutilización del local para asentamiento temporal o permanente; se abrirá un museo en el primer piso del edificio y se ubicará un restaurante en el edificio de servicios públicos. La restauración estaba prevista para completarse en 2019, sin embargo, se completó en agosto de 2020.

## Importancia histórica del proyecto
El edificio Narkomfin, al estar concebido como un experimento de investigación en al menos varias áreas: social y doméstica, ingeniería-constructiva, planificación espacial y espacial-plástica, ha conservado su papel como ejemplo histórico de la vanguardia rusa, que se manifiesta en el gran interés por ella por parte de los arquitectos, principalmente Occidente y parte de los historiadores rusos y de vanguardia.
La casa está claramente reconocida como una parte importante de la búsqueda social y tipológica de la arquitectura moderna en el campo de la construcción residencial, similar a los experimentos de la Bauhaus y Le Corbusier.

… No en búsquedas compositivas el principal valor de esta casa experimental, sino en la búsqueda de un tipo de vivienda socialmente nuevo.
 S. O. Jan-Magomédov.

El edificio Narkomfin es uno de los monumentos más discutidos de la vanguardia rusa, y muchos mitos han surgido a su alrededor. Uno de ellos es la versión de usar la caña como «hormigón relleno de caña», para la construcción de tabiques y paredes interiores. Mientras tanto, la caña no se mezclaba con el hormigón, sino que se utilizaba para el aislamiento térmico, y no se utilizaba mucho en el edificio, únicamente en secciones separadas.
Según Jan-Magomédov, ninguno de los experimentos sociales y tipológicos de la arquitectura de los años veinte, ni en las casas comunales ni en las casas de tipo de transición, se ha terminado: «ni en la verificación de la viabilidad económica de los pequeños apartamentos, ni en la organización de los servicios públicos para los habitantes de las casas, ni en la aplicación de nuevas técnicas de 
construcción».
La puesta en marcha del edificio Narkomfin (1930) coincidió en el tiempo con un punto de inflexión crítico en el destino de la arquitectura en la URSS: se disolvieron todas las asociaciones profesionales y en su lugar apareció la Unión de Arquitectos de la URSS, destinada a determinar el nuevo aspecto de la arquitectura soviética. El constructivismo y el racionalismo fueron marcados como «formalismo» y préstamos extranjeros ajenos al pueblo soviético. Se anunció una política de «dominar la herencia clásica» en la arquitectura.[36][Comm 11]. El nuevo planeamiento urbano de 1931 tenía por objeto crear centros urbanos monumentales y consideraba que solamente las casas individuales que decoraban esos centros eran una arquitectura residencial digna. En 1932, el edificio Narkomfin fue duramente criticado en la prensa, después de lo cual las menciones a la «Casa de los trabajadores del Comisariado Popular de Finanzas» desaparecieron del espacio público y no volvieron hasta cuatro décadas después.
La terminación y ocupación del edificio Narkomfin (1931) coincidió en el tiempo con la apertura del Empire State Building de 102 pisos en Nueva York. Ambos edificios tenían un carácter de estatus y cada uno de ellos, en su propio país, era un avance técnico, tecnológico y cultural, como creían sus creadores, hacia el futuro. El Empire State Building ha conservado su significado y sigue siendo hasta hoy un icono cultural estadounidense; en cuanto a las ideas y principios que sustentan el proyecto del edificio Narkomfin, quedaron relegados al olvido poco después de su finalización. Como Victor Buchli escribe en Археология Социализма («Arqueología del Socialismo»):

A la luz del decreto del Comité Central del Partido Comunista de la Unión de los bolcheviques de 16 de mayo de 1930 «Sobre el trabajo en la reestructuración de la vida cotidiana» y las perturbaciones en la arquitectura del 1929 anterior, la vivienda de Narkomfin, en el momento de su finalización en 1930, ya parecía bastante arcaica. En 1930, la idea de pasar de los apartamentos K burgueses a los apartamentos F socialistas y a una Casa de la Comuna totalmente socialista estaba perdiendo terreno en favor de los apartamentos D completamente burgueses. La finalización de la construcción del edificio, debería haber parecido un triunfo para los reformadores de la vida cotidiana, que en realidad estaban perdiendo terreno de manera constante ante la creciente fuerza del aparato estalinista y la reorganización estructural de la profesión de arquitecto. En 1932, cuando Guínzburg estaba escribiendo el libro "Vivienda", el edificio ya había sido enviado al basurero de la historia por quienes estaban en el poder como una manifestación peculiar y arcaica de una era pasada.

El historiador de la arquitectura estalinista Dmitri Khmelnitsky proporciona una clave para comprender las razones de la eliminación de Nikolai Miliutin de la arquitectura y la posterior expectativa de su arresto: «La epopeya con las 'casas comunales' de los teóricos Sabsovich y Miliutin fue un intento único de los funcionarios del partido de rango medio para vincular el diseño arquitectónico real con la ideología oficial. Este intento tuvo un costo para ambos entusiastas. Sin embargo, la idea misma de ‘socializar la vida cotidiana’ no fue prohibida, por el contrario, se implementó consistentemente desde finales de la década de 1920 hasta mediados de la de 1950. Pero no se realizó en forma de cómodos albergues de piedra, sino en forma de barracas de madera comunales».

## Vida real en el edificio Narkomfin
Fue habitado en 1931 —simultáneamente con el asentamiento de la «Casa del terraplén», en la calle Serafimovich, 2— por representantes de la nomenclatura soviética de nivel republicano, comisarios del pueblo y vice-comisarios del pueblo adjuntos de la SNK RSFSR, jefes de los principales departamentos de los comisariado del pueblo, etc. Los más destacados por su posición ocupaban los apartamentos en los pisos superiores y en los extremos de los edificios. Más tarde, en 1937-1938, la mayoría de ellos fueron condenados y fusilados como «enemigos del pueblo».
Víctor Bachli, que ha estudiado en detalle los cambios en la composición social de la casa, llega a la conclusión de que se produjeron dos olas de «purgas» en 1934 y 1937-1938, que tuvieron un fuerte impacto en la composición de los habitantes del edificio Narkomfin, y por primera vez da un número de apartamentos de inquilinos «reprimidos» que no estaban incluidos en las listas de ejecución de «Memorial», complementándolas. Según Víctor Buchli, en prácticamente todos los tipos de celdas/apartamentos del edificio Narkomfin, hay casos en los que el cabeza de familia, que se mudó a un apartamento desocupado como resultado de la «purga», fue reprimido posteriormente él mismo, y nuevos funcionarios del Comisariado se instalaron en el espacio vital desocupado. Esto fue evidente para las celdas de tipo K y los apartamentos anexos —más allá del diseño— del primer piso. Al mismo tiempo, el autor del estudio observó una tendencia general a la disminución constante de la condición social de los inquilinos recién llegados al edificio.